# 白爪草
『白爪草』（シロツメクサ、SIROTSUMEKUSA）は、2020年9月19日に池袋HUMAXシネマズ・109シネマズ大阪エキスポシティで公開後、以降全国各地のミニシアターで順次上映され、2024年にはドリパス上映リクエストにより再上映決定。（上映館参照）
全キャストバーチャルYouTuber（以下、VTuber）で行われるワンシチュエーションサスペンス映画。出演者全員がVTuberの映画は世界初となる。
主演はVTuberの電脳少女シロで、双子の主人公という一人二役を演じる。監督は西垣匡基。脚本は我人祥太。プロデューサーは宮川宗生、制作・配給はホリプロ。
キャッチコピーは「シンジツガミエマスカ？」。
新型コロナウイルス感染症の世界的流行の影響でエンターテインメントの延期・中止が相次ぐ中、楽しめるコンテンツを提供するというコンセプトのもと、収録撮影以外のほとんどをリモートワークに代えて制作された。収益の一部は寄付された。
映画館での上映の他、2021年1月30日-2月21日、2022年8月5日-8月21日、および同年12月23日からオンライン配信された。
2022年12月30日、『白爪草』のスピンオフ作品として『白爪草～小手毬の選択～』が制作され、テレ朝動画にて公開された。（ページ下部参照）
2024年ドリパス上映リクエストにより、4月6日13:20 秋葉原UDXシアター、4月13日 14:00 TOHOシネマズ なんば【別館】、4月27日 13:50 秋葉原UDXシアター 3館で再上映。
　

## 登場人物
キャストは全員が.LIVE（どっとライブ）所属のバーチャルYouTuberである。
白椿 蒼（しろつばき あお）
演 - 電脳少女シロ
双子の妹。フラワーショップ花組で働いている。桔梗からカウンセリングを受けている。
白椿 紅（しろつばき べに）
演 - 電脳少女シロ
服役を終え6年ぶりに妹と再会した双子の姉。
小手毬 羊子（こでまり ようこ）
声 - もこ田めめめ
花組の店長。
桃井 蘭（ももい らん）
声 - 花京院ちえり
花組の常連客。
桔梗 緋乃（ききょう ひの）
声 - カルロ・ピノ
カウンセラー。
花畑 カオリ（はなばたけ かおり）
声 - ヤマトイオリ
花組に間違い電話をかけた女性。
藤堂 ゆず（とうどう ゆず）
声 - 神楽すず
花組のアルバイト。

## 主題歌
「狂い花」
SIRO（電脳少女シロ）による主題歌。作詞はRyota Saito、作曲はDiz。 (Spotify/YouTube Music/Apple Music/Deezerにて配信中）

## 上映館
- [東京] 池袋HUMAXシネマズ（2020年9月19日-10月2日）
- [大阪] 109シネマズ大阪エキスポシティ（2020年9月19日-10月2日）
- [山口] 萩ツインシネマ（2020年12月5-27日の金土日）
- [福岡] KBCシネマ1･2（2020年12月13,14日）
- [熊本] Denkikan(2020年12月25-30日)
- [愛知] 刈谷日劇（2020年12月25日‐2021年1月7日）
- [大分] シネマ５（2020年12月26-30日）
- [宮崎] 宮崎キネマ館（2021年1月18-22日）
- [鹿児島] ガーデンズシネマ（2021年1月28-30日）
- [広島] 福山駅前シネマモード（2021年1月29日‐2月4日）
- [岩手] フォーラム盛岡（2021年2月5-10日）
- [福岡] 大洋映画劇場（2021年2月5日～）
- [山形] ソラリス（2021年2月5-10日）
- [福島] フォーラム福島（2021年2月5-10日）
- [和歌山] CLUB GATE（2021年2月6-7日）
- [広島] シネマ尾道（2021年2月6-12日）
- [愛媛] シネマルナティック（2021年2月6-12日）
- [和歌山] CLUB GATE（2021年2月6,7日）
- [宮城] チネ・ラヴィータ（2021年2月12-18日）
- [青森] フォーラム八戸（2021年2月12-18日）
- [富山] ほとり座（2021年2月13-19日）
- [兵庫] 塚口サンサン劇場（2021年2月19-26日）
- [神奈川] あつぎのえいがかんkiki（2021年2月20-26日）
- [大阪] シアターセブン（2021年2月27日-3月5日）
- [香川] ソレイユ（2021年3月5日～）
- [神奈川] 横浜シネマリン（2021年3月6-12日）
- [京都] 京都みなみ会館（2021年3月19-26日）
- [北海道] サツゲキ（2021年3月19-25日）
- [愛知] 名古屋 シネマテーク（2021年3月20-26日）
- [新潟] 市民映画館 シネ・ウインド（2021年3月30日）
- [東京] 秋葉原UDXシアター（2024年4月6日・4月27日）
- [大阪] TOHOシネマズ なんば【別館】（2024年4月13日）

## スピンオフ作品
『白爪草～小手毬の選択～』（シロツメクサ　コデマリノセンタク、SIROTSUMEKUSA KODEMARINOSENTAKU）は、2022年12月30日にテレ朝動画で公開された『白爪草』のスピンオフ映画。
2022年8月14日、『白爪草』のスピンオフ作品の配信決定が制作委員会より発表され、同年12月30日公開された。
主演はVTuberのもこ田めめめで、《フラワーショップ花組》を舞台に映画「白爪草」に繋がる空白の時間を描いた、花組の店長である小手毬羊子の物語。
脚本は我人祥太。プロデューサーは宮川宗生、制作・配給はホリプロ。

## 主題歌
「灰界」
もこ田めめめ による主題歌。作詞はRyota Saito、作曲はDiz。 (Spotify/YouTube Music/Apple Music/Deezerにて配信中）